# Kokosová voda

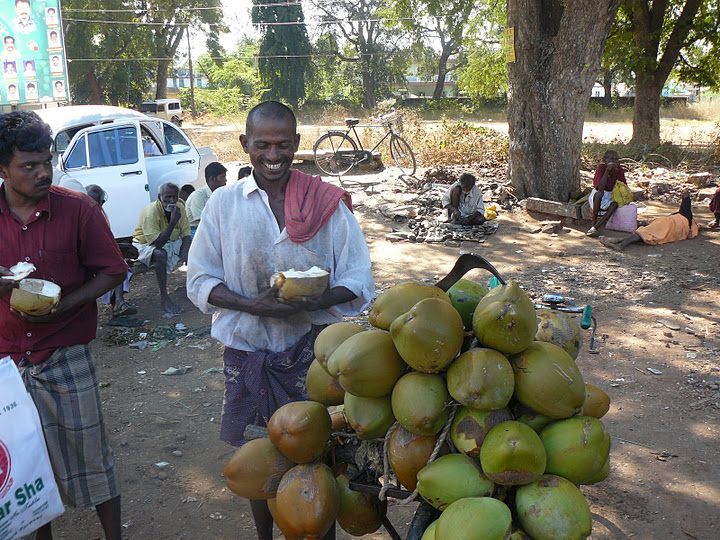
Prodavač kokosové vody v jižní Indii

Kokosová voda je čirá tekutina nacházející se ve středu mladých zelených kokosů, tedy než začnou tvořit bílou dužinu. Kokosová voda neobsahuje tuk. Když kokos uzraje, je hnědý a z bílé dužiny pak lze vyrobit kokosové mléko nebo olej. Mladá kokosová voda je z kokosu, který zraje na stromě 5 až 7 měsíců. Když zelený kokos postupně zraje, začíná být voda kalná a objevuje se olejnatá chuť a zápach.
Kokosová voda je již dlouho populárním nápojem v tropech, zejména v Indii, Brazílii, jihovýchodní Asii, Pacifiku, Africe a Karibiku. Kokosová voda může být prodávána čerstvá nebo balená. Často je prodávána pouličními prodavači, kteří před zákazníkem odseknou špičku kokosu mačetou. Kokosová voda je také dostupná v plechovkách, tetra-paku nebo PET lahvích.
Na trhu je kokosová voda prezentována jako přírodní energetický nebo sportovní nápoj díky svému vysokému obsahu draslíku a minerálních látek a detoxikační nápoj díky vysokému obsahu enzymů. Obchodníci také uvádí, že kokosová voda má nízkou hladinu tuku, sacharidů a kalorií. Marketingová tvrzení připisující obrovské zdravotní výhody kokosové vodě jsou z velké části neopodstatněná.

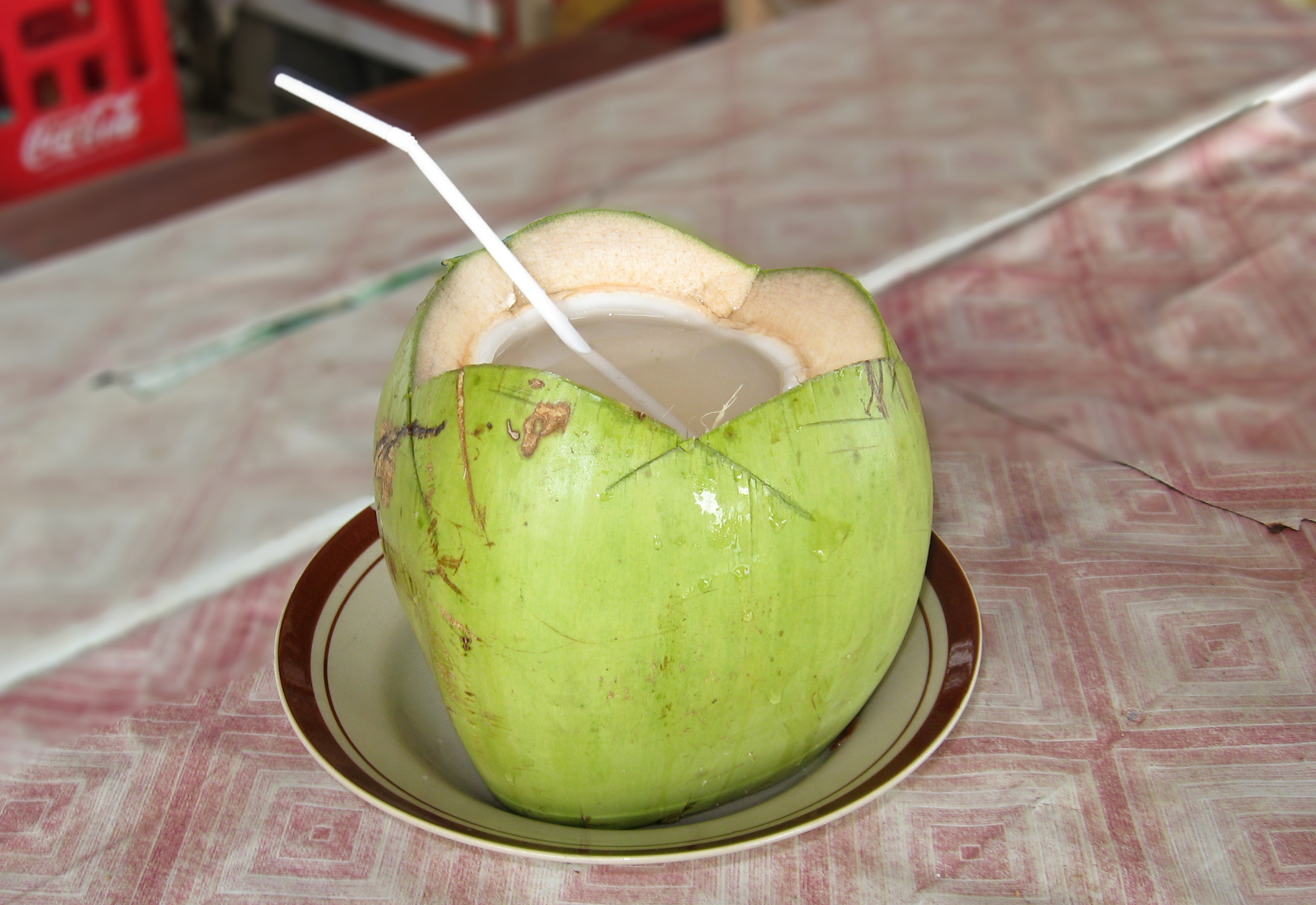
Kokosová voda v mladém kokosu